# Josep Montllor Pastor
Josep Montllor Pastor   (Alcoi, 11 de novembre de 1907 - valor desconegut) va ser un boxejador valencià que va competir durant la dècada de 1920.
El 1928 va prendre part en els Jocs Olímpics d'Amsterdam, on quedà eliminat en setzens de final de la categoria del pes semipesant per l'irlandès William Murphy.